# Моралес, Густаво
Густаво Моралес (исп. Gustavo Morales; род. 6 октября 1946, Манагуа) — никарагуанский легкоатлет, выступавший в метании молота. Участник летних Олимпийских игр 1968 года, чемпион Центральной Америки 1971 года, серебряный призёр чемпионата Центральной Америки 1975 года.

## Биография
Густаво Моралес родился 6 октября 1946 года в никарагуанском городе Манагуа.
В 1968 году вошёл в состав сборной Никарагуа на летних Олимпийских играх в Мехико. В метании молота занял в квалификации 21-е место, показав результат 45,76 метра — на 20,24 метра меньше норматива, дававшего право выступить в финале.
В 1971 году участвовал в Панамериканских играх в Кали, где занял в метании молота 8-е место (47,96).
Дважды выигрывал медали чемпионата Центральной Америки: золотую в 1971 году в Сан-Хосе (47,34), серебряную в 1975 году в Сан-Хосе (45,48).

## Личный рекорд
- Метание молота — 50,70 (1971)[3]